# الجمعية الأسترالية لصناعة التسجيلات
الجمعية الأسترالية لصناعة التسجيلات (بالإنجليزية: Australian Recording Industry Association)‏ هي اتحاد تجاري تمثل صناعة التسجيلات الأسترالية التي تأسست في السبعينيات من قبل ست شركات تسجيل رئيسية: إي إم آي، تسجيلات المهرجان، سوني للترفيه الموسيقي، مجموعة موسيقى بيرتلسمان، وارنر ميوزك غروب، بولي غرام، تم تشكيل الجمعية في عام 1956، وهي تشرف على جمع وإدارة وتوزيع ترخيص الموسيقى وعوائد الملكية الفكرية.

## روابط خارجية
- الموقع الرسمي